# 코오롱글로벌
코오롱글로벌(Kolon Global)은 2011년 12월 28일에 코오롱건설(건설/엔지니어링), 코오롱아이넷(무역/IT), 코오롱비엔에스(자동차유통/스포츠센터) 등 관련 회사들이 하나의 법인으로 흡수합병되어 탄생한 종합 기업이다. 최대주주는 (주)코오롱으로 57.8% 지분을 보유하고 있다. 현재 대표이사는 2014년 3월 21일에 전 SKC코오롱PI 사장이었던 윤창운 사장이 선임되었다. 2014년 3분기 누적기준으로 세가지 건설, 무역, 유통 사업부의 매출비중은 각각 38.3%, 31.3%, 30.4%로 건설사업이 가장 큰 비중을 차지하고 있다.

## 연표
연표는 다음과 같다.
- 1954년 개명상사 설립. (주)코오롱상사의 모태이며, 코오롱그룹의 시발점.
- 1960년 협화실업(주) 설립. 코오롱건설(주)의 전신.
- 1979년 코오롱상사로 사명 변경. (주)코오롱상사와 (주)삼경물산 통합.
- 1982년 코오롱종합건설, 코오롱건설(주)로 상호 변경.
- 1986년 코오롱건설, 삼경개발주식회사 합병. 종합건설회사로서의 역량강화.
- 1987년 코오롱모터스 설립
- 1990년 코오롱정보통신 설립
- 1994년 코오롱건설이 국내최초로 남산외인아파트 발파 철거공사
- 2000년 코오롱건설(주), 코오롱엔지니어링 합병. 환경, 엔지니어링 역량 강화
- 2001년 코오롱상사 기업분할. FnC 코오롱주식회사, 코오롱인터네셔널주식회사, 코오롱CI주식회사.
- 2002년 코오롱모터스 HBC코오롱으로 사명 변경. 코오롱CI, HBC코오롱과 합병.
- 2005년 코오롱글로텍, HBC코오롱과 합병.
- 2006년 코오롱아이넷 출범. 코오롱인터네셔널과 코오롱정보통신 합병.
- 2011년 코오롱글로벌주식회사 출범. 코오롱건설, 코오롱아이넷, 코오롱B&S 합병. 대형 종합법인 출범.

## 사업 분야
사업분야는 프리미엄 수입차 판매 유통사업, 무역사업, 건설사업 및 레포츠사업으로 나뉜다.

### 수입차 판매 및 유통사업
1987년 대한민국 최초로 BMW 자동차를 수입 판매하기 시작하였으며, 전국에 23개(BMW 13개, MINI 4개, BPS 6개)의 전시장과 19개의 서비스센터를 갖추어 BMW 자동차의 대한민국 1위 규모의 네트워크를 구축하고 있다. BMW가 대한민국 직판 체제를 갖춘 후에도, 코오롱은 BMW의 딜러 중 하나다.

### 무역사업
철강, 화학소재(의약품, 섬유, 비료, 수처리제 등) 및 유연탄, 수산물, 중수(heavy water) 등 다양한 상품 수입 및 수출사업을 하고 있다.

### 건설사업
토목건설은 50여 년의 역사를 가지고 있으며 각종 토목시설(도로, 교량, 터널 등)과 환경시설(수처리시설, 폐기물자원화시설, 매립시설 등), 플랜트 시공 사업을 하고 있다. 또한 건축 및 주택 건설 사업도 하고 있다. 국토교통부가 발표한 2019년 시공능력평가 결과, 코오롱글로벌은 토건 시평액이 1조 6,101억 원으로 19위를 기록했다.

### 레포츠사업
1984년 대한민국 최초로 설립된 회원제 종합스포츠센터를 시작으로 3개의 직영점(서초점, 분당점, 타임스퀘어점)과 10개의 위탁운영점(파주낙하점, 파주교하점, 파주운정점, 파주행복점, 충주점, 양평점, 이천점, 장충점, 김포점, 방배점)을 운영하고 있다.

### 그밖의 사업
덴마크의 프리미엄 오디오 브랜드인 뱅 앤 올룹슨(Bang & Olufsen) 제품의 수입 및 유통 사업을 하고 있다.

## 주요 토목건설사업 이력
이력은 다음과 같다.

### 토목건설
- 인천대교 연결도로 1공구
- 고속도로 제45호선(상주/충주)
- 대구대로 2-44호선 교량공사(와룡대교)
- 서울외곽순환(일산/퇴계원) 고속도로
- 서울-안산간 고속도로(금천고가교)
- 미시령 동서관통도로(미시령터널)
- 중앙고속도로 9공구(죽령터널)
- 인천국제공항고속도로(영종대교)
- 남해고속도로 내서냉정간
- 대구지하철문양차량기지
- 대구신천대로
- 인천도시철도 1호선 1-15공구
- 남해고속도로
- 영동고속도로 확장공사
- 대구4차순환도로
- 스리랑카 마하나마 교량건설

### 환경시설
- 용인시 환경센터
- 파주시 지정폐기물 매립시설
- 태국 라차부리 수처리 시설
- 남양주 별내 크린센터 시설
- 덕산 정수장 고도정수처리시설
- 탄천물재생센터 고도처리시설
- 대전하수종말처리장
- 요르단남부암만 하수처리시설
- 파주시 환경관리센터
- 스리랑카 골상수도
- 칠서하수처리장
- 광양공장폐수종말처리장
- 베트남 THIEN TAN 수처리시설
- 승기하수처리장
- 용인영덕하수처리장
- 부산장림사후처리장
- 영등포정수장
- 용인소각로
- 통영시중형소각로
- 청주하수처리장
- 태국 치앙마이수도

### 해외수주 이력
| 국가       | 발주처              | 프로젝트                                 | 금액        | 공사기간/낙찰일       |
| ---------- | ------------------- | ---------------------------------------- | ----------- | --------------------- |
| 스리랑카   | 상하수도국          | 골 상수도 시설 공사 2차                  | 21.2 백만불 | 2006.01.15~2008.01.15 |
| 캄보디아   | MH-Bio Energy Group | MH-Bio Energy Group 에탄올 공장 건설공사 | 19 백만불   | 2007.01~2008.06       |
| 요르단     | 요르단 수도국       | 사우스 암만 수처리                       | 73.9 백만불 | 2009.04.01~2011.10.31 |
| 리비아     | 주택기반시설청      | 알사라즈 하수처리시설 공사               | 79.5 백만불 | 2009.04.01~2011.10.31 |
| 방글라데시 | 치타공 상하수도국   | 카나폴리 정수장 C-3                      | 22.1 백만불 | 2011.01.20~2013.07.08 |
| 스리랑카   | 상하수도국          | 루후누푸라 상수도 공사                   | 76.2 백만불 | 2011.02.10~2014.08.10 |
| 베트남     | 빈증성 상하수도공사 | 빈증 하수처리시설                        | 64.7 백만불 | 2011.03.29~2013.06.29 |
| 베트남     | 하노이 상하수도국   | 베이마우 하수처리시설                    | 27.6 백만불 | 2012.05.25~2014.06.20 |
| 탄자니아   | 도도마시 상하수국   | 도도마시 상수도 개선                     | 26.5 백만불 | 2013.01.23~2015.01.23 |
| 가나       | 가나 수자원공사     | WA 상수시스템 개발                       | 49.6 백만불 | 2013.01.17~2016.01.17 |
| 스리랑카   |                     | 캔디 하수처리시설사업                    | 685 억원    | 2013.10.30            |
| 탄자니아   |                     | 무힘빌리 대학병원 신축공사               | 64 백만불   | 2013.12.23            |
| 요르단     | 요르단 수도청       | 암만 남부 2차 관로 사업                  | 950 억원    | 2014.10.07            |
| 스리랑카   |                     | 동콜롬보 지역 상수도관 개보수 공사       | 744 억원    | 2015.04.23            |

### 건설 예정인 하늘채

#### 부산광역시
- 수영 아이시티 코오롱 하늘채 (부산광역시 수영구 망미동)(예정)
- 아시아드 코오롱 하늘채 (부산광역시 동래구 사직동)(예정)
- 울산광역시 번영로 하늘채 라크뷰(예정)

## 본점 및 지점 현황
- 본점: 경기도 과천시 코오롱로 11 (별양동)
- 인천지점: 인천광역시 연수구 송도과학로 32 (송도동, 테크노파크IT센터)
- 비엔오지점: 서울특별시 강남구 언주로 865, 1층 (신사동, 태승빌딩)
- 보스 공식파트너지점: 서울특별시 강남구 영동대로 301 (대치동)
- 스포렉스 양재점: 서울특별시 서초구 양재대로12길 73-48 (원지동)
- 강남지점: 서울특별시 강남구 도산대로 301 (신사동)
- 삼성지점: 서울특별시 강남구 영동대로 301 (대치동)
- 미니 삼성지점: 서울특별시 강남구 영동대로 301 (대치동)

## 같이 보기
- 코오롱그룹